# Pavlodar
Pavlodar (kazašsky Павлодар) je město v severovýchodním Kazachstánu a hlavní město Pavlodarské oblasti. Nachází se 450 km severovýchodně od Astany a 405 km jihovýchodně od Omsku. Řeka Irtyš tvoří západní hranici města. Letiště Pavlodar leží 13 km jihovýchodně od města. 

## Podnebí
Klima je mírné, výrazně kontinentální. Jsou zde dlouhé zimy s dlouhotrvající sněhovou pokrývkou (od konce října do začátku dubna). Léta jsou zde horká a téměř bez srážek. Průměrná lednová teplota je zde −15,8 °C a v červenci 21,5 °C. Průměrné roční srážky jsou 303 mm.

## Obyvatelstvo
Roku 2022 mělo město 334 225 obyvatel. Obyvatelstvo Pavlodaru se skládá převážně z etnických Kazachů (49,35 %) a Rusů (39,88 %) s významnou ukrajinskou (3,52 %), německou (2,09 %) a tatarskou menšinou (1,95 %).

## Hospodářství
Pavlodar je jedním z největších kazachstánských průmyslových center. Jsou zde podniky zaměřené na rafinaci ropy, strojírenství, stavebnictví, energetiku, chemický průmysl a hutnictví. Dále zde asi 7000 malých a středních firem vyrábí potraviny a spotřební zboží. Od roku 2003 je zde obnovená doprava po Irtyši. Navzdory skutečnosti, že v Padlodaru nejsou žádná zastoupení mezinárodních společností, mnoho pavlodarských výrobních firem má dlouhodobá partnerství s německými továrnami, např. Aluminium Plant nebo Rosa JSC.

## Slavní rodáci
- Andrej Mordvičev (* 1976) - ruský generálplukovník
- Ivan Nifontov (* 1987) – ruský zápasník a judista
- Ljudmila Prokaševová (* 1969) – sovětská a kazachstánská rychlobruslařka
- Bachyt Sarsekbajev (* 1981) – kazachstánský boxer

## Partnerská města
- Brăila, Rumunsko
- Burgas, Bulharsko (2022)
- Bydhošť, Polsko (1997)
- Kayseri, Turecko (2010)
- Kropyvnyckyj, Ukrajina
- Omsk, Rusko (2015)
- Novosibirsk, Rusko (2021)
- Tomsk, Rusko